# Films américains sortis en 1955
Listes de films américains
- 1951
- 1952
- 1953
- 1954
- 1955
- 1956
- 1957
- 1958
- 1959

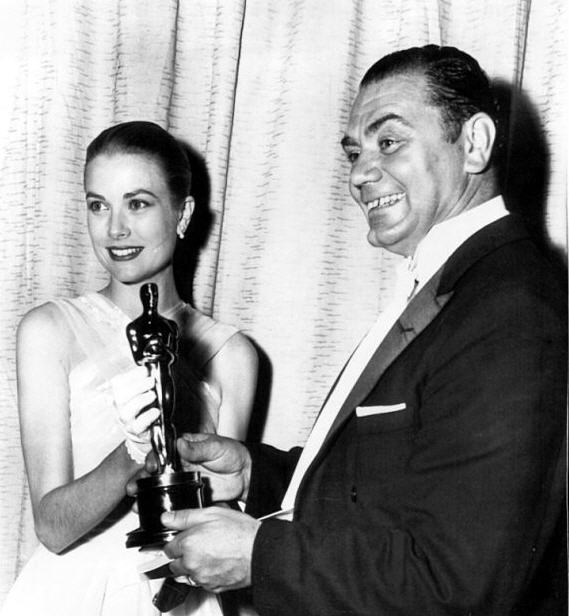
Ernest Borgnine recevant son Oscar des mains de Grace Kelly pour son rôle dans Marty.

Liste (non exhaustive) de films américains sortis en 1955.
Le film Marty de Delbert Mann remporte l'Oscar du meilleur film.

## A-B (ordre alphabétique des titres américains)
| Titre                                                                  | Réalisateur           | Distribution                                                                          | Genre           | Notes                                        |
| ---------------------------------------------------------------------- | --------------------- | ------------------------------------------------------------------------------------- | --------------- | -------------------------------------------- |
| On ne joue pas avec le crime (5 Against the House)                     | Phil Karlson          | Kim Novak, Brian Keith                                                                | Policier        | Columbia                                     |
| Deux Nigauds et les flics (Abbott and Costello Meet the Keystone Kops) | Charles Lamont        | Bud Abbott, Lou Costello, Mack Sennett                                                | Comedie         |                                              |
| Deux Nigauds et la momie (Abbott and Costello Meet the Mummy)          | Charles Lamont        | Bud Abbott, Lou Costello                                                              | Horreur/Comédie | Universal Pictures                           |
| The Adventures of Captain Africa (en)                                  | Spencer Gordon Bennet | John Hart, Rick Vallin                                                                |                 |                                              |
| Les Aventures de Quentin Durward (The Adventures of Quentin Durward)   | Richard Thorpe        | Robert Taylor, Kay Kendall                                                            | Historique      | MGM                                          |
| Age 13                                                                 | Sid Davis             |                                                                                       | éducatif        |                                              |
| La Danseuse et le Milliardaire (Ain't Misbehavin' )                    | Edward Buzzell        | Rory Calhoun, Piper Laurie                                                            | Musical         | Universal                                    |
| Tout ce que le ciel permet (All That Heaven Allows)                    | Douglas Sirk          | Jane Wyman, Rock Hudson                                                               | Romantique      | Universal                                    |
| The Americano                                                          | William Castle        | Glenn Ford, Cesar Romero                                                              | Western         | RKO                                          |
| An Annapolis Story                                                     | Don Siegel            | John Derek                                                                            | Drame           |                                              |
| Apache Ambush                                                          | Fred F. Sears         | Bill Williams, Richard Jaeckel                                                        | Western         | Columbia                                     |
| La Femme apache (Apache Woman)                                         | Roger Corman          | Joan Taylor, Lloyd Bridges                                                            | Western         |                                              |
| Artists and Models                                                     | Frank Tashlin         | Dean Martin, Jerry Lewis, Shirley MacLaine, Dorothy Malone                            | Comedie         | Paramount                                    |
| Un homme est passé (Bad Day at Black Rock)                             | John Sturges          | Spencer Tracy, Robert Ryan, Walter Brennan, Lee Marvin, Ernest Borgnine, Anne Francis | Western, drame  | MGM; 3 nominations aux Oscar                 |
| Le Cri de la victoire (Battle Cry)                                     | Raoul Walsh           | Van Heflin, Aldo Ray, James Whitmore, Tab Hunter, Mona Freeman, Anne Francis          | guerre          | Warner Bros.; basé sur un roman de Leon Uris |
| The Battle of Gettysburg                                               | Herman Hoffman        |                                                                                       | Documentaire    |                                              |
| Battle Taxi                                                            | Herbert L. Strock     | Sterling Hayden, Arthur Franz                                                         | film de guerre  | United Artists                               |
| Beanstalk Bunny                                                        | Chuck Jones           | Looney Tunes                                                                          | Animation       |                                              |
| Boulevards de Paris (Bedevilled)                                       | Mitchell Leisen       | Anne Baxter, Steve Forrest                                                            | policier        | MGM                                          |
| Association criminelle] (The Big Combo)                                | Joseph H. Lewis       | Cornel Wilde, Richard Conte                                                           | drame           | Allied Artists                               |
| Le Grand Couteau (The Big Knife)                                       | Robert Aldrich        | Jack Palance, Ida Lupino, Rod Steiger, Shelley Winters, Wendell Corey, Jean Hagen     | Drame           | United Artists                               |
| Graine de violence (Blackboard Jungle)                                 | Richard Brooks        | Glenn Ford, Sidney Poitier, Vic Morrow, Richard Kiley, Louis Calhern, Anne Francis    | Drame           | MGM; 4 nominations aux Oscars                |
| L'Allée sanglante (Blood Alley)                                        | William A. Wellman    | John Wayne, Lauren Bacall                                                             | Drame           | Warner Bros.                                 |
| La Fiancée du monstre (Bride of the Monster)                           | Ed Wood               | Bela Lugosi                                                                           | Science-fiction |                                              |
| Bring Your Smile Along                                                 | Blake Edwards         | Frankie Laine                                                                         | Comédie         |                                              |
| Un pruneau pour Joe (en) (A Bullet for Joey)                           | Lewis Allen           | Edward G. Robinson, George Raft, Audrey Totter                                        | Film noir       | American-International                       |

## C-D
| Titre                                                                       | Réalisateur       | Distribution | Genre             | Notes        |
| --------------------------------------------------------------------------- | ----------------- | --- | ----------------- | ------------ |
| Capitaine Mystère (Captain Lightfoot)                                       | Douglas Sirk      | Rock Hudson, Barbara Rush, Jeff Morrow | drame             | Universal    |
| Le Grand Chef (Chief Crazy Horse)                                           | George Sherman    | Victor Mature, Suzan Ball, John Lund | Western           | Universal    |
| Cinerama Holiday                                                            | Philippe De Lacy  | John Marsh, Betty Marsh | Documentaire      |              |
| La Toile d'araignée (The Cobweb)                                            | Vincente Minnelli | Richard Widmark, Gloria Grahame, Lauren Bacall, Lillian Gish, Charles Boyer, John Kerr, Susan Strasberg, Fay Wray, Adele Jergens, Oscar Levant | Drame             | MGM          |
| La Conquête de l'espace (Conquest of Space)                                 | Byron Haskin      | Walter Brooke, Mickey Shaughnessy | Science-fiction   | Paramount    |
| Count Three and Pray                                                        | George Sherman    | Van Heflin, Joanne Woodward | Western           | Columbia     |
| Condamné au silence (The Court-Martial of Billy Mitchell)                   | Otto Preminger    | Gary Cooper, Rod Steiger, Charles Bickford, Elizabeth Montgomery                                                                               | Drame, Biographie | Warner Bros. |
| Crashout                                                                    | Lewis R. Foster   | William Bendix, William Talman, Arthur Kennedy                                                                                                 | drame             |              |
| Le Tueur au cerveau atomique (Creature with the Atom Brain)                 | Edward L. Cahn    | Richard Denning, Angela Stevens | Science-fiction   | Columbia     |
| Piège double (The Crooked Web)                                              | Nathan Juran      | Frank Lovejoy, Mari Blanchard | drame             |              |
| Le Culte du cobra (Cult of the Cobra)                                       | Francis D. Lyon   | Faith Domergue, Richard Long | Science-fiction   | Universal    |
| Papa longues jambes (Daddy Long Legs)                                       | Jean Negulesco    | Fred Astaire, Leslie Caron | Musical           | Fox          |
| Davy Crockett, roi des trappeurs (Davy Crockett, King of the Wild Frontier) | Norman Foster     | Fess Parker, Buddy Ebsen | Aventure          | TV           |
| Day the World Ended                                                         | Roger Corman      | Richard Denning, Adele Jergens | science-fiction   | A.R.C.       |
| Dementia                                                                    | John Parker       | Adrienne Barrett | Horreur           |              |
| La Maison des otages (The Desperate Hours)                                  | William Wyler     | Humphrey Bogart, Fredric March, Gig Young, Arthur Kennedy, Martha Scott                                                                        | drame             | Paramount    |

## E-H
| Titre                                                         | Réalisateur          | Distribution                                                                                      | Genre      | Notes                                                    |
| ------------------------------------------------------------- | -------------------- | ------------------------------------------------------------------------------------------------- | ---------- | -------------------------------------------------------- |
| À l'est d'Éden (East of Eden)                                 | Elia Kazan           | Julie Harris, James Dean, Raymond Massey, Burl Ives, Richard Davalos, Jo Van Fleet, Albert Dekker | drame      | d'après le roman de John Steinbeck; Oscar pour Van Fleet |
| Vivre un grand amour (The End of the Affair)                  | Edward Dmytryk       | Deborah Kerr, Van Johnson                                                                         | drame      | d'après un roman de Graham Greene                        |
| Pavillon de combat (The Eternal Sea)                          | John H. Auer         | Sterling Hayden, Alexis Smith                                                                     | War        | RKO                                                      |
| Je suis un aventurier (The Far Country)                       | Anthony Mann         | James Stewart, Walter Brennan                                                                     | Western    | Universal                                                |
| Horizons lointains (The Far Horizons)                         | Rudolph Maté         | Fred MacMurray, Charlton Heston                                                                   | Historique | Paramount                                                |
| The Fast and the Furious                                      | John Ireland         | John Ireland, Dorothy Malone                                                                      | Action     | A.I.P.                                                   |
| Female Jungle                                                 | Bruno VeSota         | Lawrence Tierney, Jayne Mansfield                                                                 | drame      | American Releasing                                       |
| La Maison sur la plage (Female on the Beach)                  | Joseph Pevney        | Joan Crawford, Jeff Chandler                                                                      | drame      | Universal                                                |
| Finger Man                                                    | Harold D. Schuster   | Forrest Tucker, Peggie Castle                                                                     | Crime      | Allied Artists                                           |
| La Muraille d'or (Foxfire)                                    | Joseph Pevney        | Jane Russell, Jeff Chandler, Dan Duryea                                                           | drame      | Universal                                                |
| Francis in the Navy                                           | Arthur Lubin         | Donald O'Connor, Martha Hyer                                                                      | Comedie    | Universal                                                |
| Les hommes épousent les brunes (Gentlemen Marry Brunettes)    | Richard Sale         | Jane Russell, Jeanne Crain                                                                        | Musical    | United Artists                                           |
| La Fille sur la balançoire (The Girl in the Red Velvet Swing) | Richard Fleischer    | Ray Milland, Joan Collins, Farley Granger                                                         | drame      | 20th Century Fox                                         |
| The Girl Rush                                                 | Robert Pirosh        | Rosalind Russell, Fernando Lamas                                                                  | Comedie    | Paramount                                                |
| La Pantoufle de verre (The Glass Slipper)                     | Charles Walters      | Leslie Caron, Michael Wilding                                                                     | Musical    | MGM                                                      |
| Bonjour Miss Dove (Good Morning Miss Dove)                    | Henry Koster         | Jennifer Jones, Robert Stack                                                                      | drame      | 20th Century Fox                                         |
| The Gun That Won the West                                     | William Castle       | Dennis Morgan, Paula Raymond                                                                      | Western    |                                                          |
| Blanches colombes et vilains messieurs (Guys and Dolls)       | Joseph L. Mankiewicz | Marlon Brando, Frank Sinatra, Jean Simmons, Vivian Blaine                                         | Musical    | MGM; 4 nominations aux Oscars                            |
| Hare Brush                                                    | Friz Freleng         | Looney Tunes                                                                                      | Animation  |                                                          |
| Colère noire (Hell on Frisco Bay)                             | Frank Tuttle         | Alan Ladd, Edward G. Robinson                                                                     | drame      | Warner Bros.                                             |
| Les Îles de l'enfer (Hell's Island)                           | Phil Karlson         | John Payne, Mary Murphy                                                                           | drame      |                                                          |
| La Fille de l'amiral (Hit the Deck)                           | Roy Rowland          | Ann Miller, Jane Powell, Debbie Reynolds, Tony Martin, Russ Tamblyn, Vic Damone                   | Musical    | MGM                                                      |
| Hold Back Tomorrow                                            | Hugo Haas            | John Agar, Cleo Moore                                                                             | drame      | Universal                                                |
| La Maison de bambou (House of Bamboo)                         | Samuel Fuller        | Robert Ryan, Robert Stack                                                                         | drame      | 20th Century Fox                                         |
| How to Be Very, Very Popular                                  | Nunnally Johnson     | Betty Grable, Sheree North, Bob Cummings                                                          | Comedie    | 20th Century Fox                                         |
| Hyde and Hare                                                 | Friz Freleng         | Looney Tunes                                                                                      | Animation  |                                                          |

## I-L
| Titre                                                     | Réalisateur                     | Distribution                                                 | Genre                 | Notes                         |
| --------------------------------------------------------- | ------------------------------- | ------------------------------------------------------------ | --------------------- | ----------------------------- |
| La Peur au ventre (I Died a Thousand Times)               | Stuart Heisler                  | Jack Palance, Shelley Winters                                | drame                 | Remake de High Sierra         |
| Une femme en enfer (I'll Cry Tomorrow)                    | Daniel Mann                     | Susan Hayward, Richard Conte                                 | drame                 | MGM                           |
| Témoin à abattre (Illegal)                                | Lewis Allen                     | Edward G. Robinson, Nina Foch, Jayne Mansfield               | Film noir             | Warner Bros.                  |
| Mélodie interrompue (Interrupted Melody)                  | Curtis Bernhardt                | Glenn Ford, Eleanor Parker                                   | drame                 | MGM                           |
| Le monstre vient de la mer (It Came from Beneath the Sea) | Robert Gordon                   | Kenneth Tobey, Faith Domergue                                | Science-fiction       | Columbia                      |
| Beau fixe sur New York (It's Always Fair Weather)         | Stanley Donen et Gene Kelly     | Gene Kelly, Cyd Charisse, Dan Dailey, Michael Kidd           | Musical               | MGM; 2 nominations aux Oscars |
| La Chérie de Jupiter (Jupiter's Darling)                  | George Sidney                   | Esther Williams, Howard Keel, Marge Champion, Gower Champion | Musical               | MGM                           |
| L'Homme du Kentucky (The Kentuckian)                      | Burt Lancaster                  | Burt Lancaster, Dianne Foster, Diana Lynn                    | aventures             | United Artists                |
| Le Baiser du tueur (Killer's Kiss)                        | Stanley Kubrick                 | Jamie Smith, Frank Silvera                                   | drame                 | United Artists                |
| King of the Carnival (en)                                 | Franklin Adreon                 | Harry Lauter, Fran Bennett (en)                              | Serial                |                               |
| Le Voleur du Roi (The King's Thief)                       | Robert Z. Leonard               | Ann Blyth, David Niven                                       | aventures             | MGM                           |
| Kiss Me Deadly                                            | Robert Aldrich                  | Ralph Meeker, Albert Dekker, Gaby Rodgers, Cloris Leachman   | Film noir             | United Artists                |
| La Belle et le Clochard (Lady and the Tramp)              | Clyde Geronimi, Wilfred Jackson | Peggy Lee, Barbara Luddy                                     | Animation             | Disney                        |
| Madame de Coventry (Lady Godiva of Coventry)              | Arthur Lubin                    | Maureen O'Hara                                               | drame                 | Universal                     |
| La Terre des pharaons (Land of the Pharaohs)              | Howard Hawks                    | Jack Hawkins, Joan Collins                                   | aventures             | Warner Bros.                  |
| Quand le clairon sonnera (The Last Command)               | Frank Lloyd                     | Sterling Hayden, Ernest Borgnine                             | guerre                | Columbia                      |
| La Charge des tuniques bleues (The Last Frontier)         | Anthony Mann                    | Victor Mature, Guy Madison, Robert Preston, Anne Bancroft    | Western               | Columbia                      |
| Lay That Rifle Down (en)                                  | Charles Lamont                  | Judy Canova, Robert Lowery                                   | Comedie               | Republic                      |
| La Main gauche du Seigneur (The Left Hand of God)         | Edward Dmytryk                  | Humphrey Bogart, Gene Tierney                                | drame                 | 20th Century Fox              |
| Ce n'est qu'un au revoir (The Long Gray Line)             | John Ford                       | Tyrone Power, Maureen O'Hara                                 | drame                 | Columbia                      |
| La Colline de l'adieu (Love Is a Many-Splendored Thing)   | Henry King                      | Jennifer Jones, William Holden                               | drame                 | 20th Century Fox              |
| Les Pièges de la passion (Love Me or Leave Me)            | Charles Vidor                   | Doris Day, James Cagney                                      | Musical, Biographique | MGM, 8 nominations aux Oscars |
| Une femme extraordinaire (Lucy Gallant)                   | Robert Parrish                  | Jane Wyman, Charlton Heston                                  | drame                 | Paramount                     |

## M-R
| Titre                                                | Réalisateur          | Distribution                                                                               | Genre            | Notes                                                                                                   |
| ---------------------------------------------------- | -------------------- | ------------------------------------------------------------------------------------------ | ---------------- | --- |
| Ma and Pa Kettle (Ma and Pa Kettle at Waikiki)       | Lee Sholem           | Marjorie Main, Percy Kilbride                                                              | Comedie          | |
| Feu magique (Magic Fire)                             | William Dieterle     | Alan Badel, Yvonne De Carlo                                                                | Biographique     | histoire de Richard Wagner                                                                              |
| Le Brave et la Belle (The Magnificent Matador)       | Budd Boetticher      | Maureen O'Hara, Anthony Quinn, Lola Albright                                               | drame            | 20th Century Fox                                                                                        |
| Mambo                                                | Robert Rossen        | Silvana Mangano, Michael Rennie                                                            | drame            | co-produuit avec l' Italie                                                                              |
| A Man Called Peter                                   | Henry Koster         | Richard Todd, Jean Peters                                                                  | drame            | Fox; dernier film de Jean Peters                                                                        |
| Tornade sur la ville (The Man from Bitter Ridge)     | Jack Arnold          | Mara Corday, Lex Barker                                                                    | Western          | |
| L'Homme de la plaine (The Man from Laramie)          | Anthony Mann         | James Stewart, Arthur Kennedy, Cathy O'Donnell, Donald Crisp                               | Western          | Columbia                                                                                                |
| L'Homme au bras d'or (The Man with the Golden Arm)   | Otto Preminger       | Frank Sinatra, Eleanor Parker, Kim Novak, Darren McGavin                                   | drame            | United Artists; d'après le roman de Nelson Algren The Man with the Golden Arm; 3 nominations aux Oscars |
| L'Homme au fusil (Man with the Gun)                  | Richard Wilson       | Robert Mitchum, Jan Sterling                                                               | Western          | United Artists                                                                                          |
| L'Homme qui n'a pas d'étoile (Man Without a Star)    | King Vidor           | Kirk Douglas, Jeanne Crain, Claire Trevor, Richard Boone                                   | Western          | Universal                                                                                               |
| L'Aventure fantastique (Many Rivers to Cross)        | Roy Rowland          | Robert Taylor, Eleanor Parker                                                              | Romance          | MGM |
| Marty                                                | Delbert Mann         | Ernest Borgnine, Betsy Blair                                                               | drame            | Plusieurs Oscars dont celui du meilleur film                                                            |
| Le Tigre du ciel (The McConnell Story)               | Gordon Douglas       | Alan Ladd, June Allyson                                                                    | Biographique     | Warner Bros.                                                                                            |
| Permission jusqu'à l'aube (Mister Roberts)           | John Ford            | Henry Fonda, James Cagney, Jack Lemmon, William Powell, Ward Bond, Betsy Palmer            | guerre           | Oscar pour Jack Lemmon                                                                                  |
| Les Contrebandiers de Moonfleet (Moonfleet)          | Fritz Lang           | George Sanders, Stewart Granger                                                            | drame            | |
| Dossier secret (Mr. Arkadin)                         | Orson Welles         | Orson Welles, Akim Tamiroff                                                                | drame            | Warner Bros.                                                                                            |
| Murder Is My Beat                                    | Edgar G. Ulmer       | Barbara Payton, Paul Langton                                                               | drame            | Allied Artists                                                                                          |
| Ma sœur est du tonnerre (My Sister Eileen)           | Richard Quine        | Betty Garrett, Janet Leigh                                                                 | Musical          | Remake d'un film de 1942                                                                                |
| New York Confidential                                | Russell Rouse        | Broderick Crawford, Richard Conte                                                          | drame            | Warner Bros.                                                                                            |
| La Nuit du chasseur (The Night of the Hunter)        | Charles Laughton     | Robert Mitchum, Shelley Winters                                                            | Suspense         | United Artists; d'après le roman The Night of the Hunter de Davis Grubb                                 |
| Pour que vivent les hommes (Not as a Stranger)       | Stanley Kramer       | Robert Mitchum, Frank Sinatra                                                              | drame            | United Artists                                                                                          |
| Oklahoma !                                           | Fred Zinnemann       | Gordon MacRae, Shirley Jones, Rod Steiger, Gloria Grahame, Gene Nelson, Eddie Albert       | Musical          | d'après la comédie musicale de Rodgers and Hammerstein; 4 nominations aux Oscars                        |
| One Desire                                           | Jerry Hopper         | Anne Baxter, Rock Hudson, Julia Adams                                                      | drame romantique | Universal                                                                                               |
| One Froggy Evening                                   |                      |                                                                                            | Animation        | |
| Outlaw Treasure                                      | Oliver Drake         | Adele Jergens                                                                              | Western          | AIP |
| Panther Girl of the Kongo (en)                       | Franklin Adreon      | Phyllis Coates                                                                             | aventures        | Republic Pictures serial                                                                                |
| Le Gang du blues (Pete Kelly's Blues)                | Jack Webb            | Jack Webb, Janet Leigh                                                                     | drame            | Warner Bros.                                                                                            |
| The Phantom from 10,000 Leagues                      | Dan Milner           | Kent Taylor, Cathy Downs                                                                   | Science-fiction  | American Releasing Corp.                                                                                |
| The Phenix City Story                                | Phil Karlson         | John McIntire, Richard Kiley                                                               | drame            | Allied Artists                                                                                          |
| Picnic                                               | Joshua Logan         | William Holden, Kim Novak, Rosalind Russell, Susan Strasberg, Cliff Robertson, Betty Field | drame            | Columbia; d'après une pièce de William Inge; 6 nominations aux Oscars                                   |
| The Pied Piper of Cleveland                          | Arthur Cohen         | Bill Randle                                                                                | Musical          | |
| Prince of Players                                    | Philip Dunne         | Richard Burton, John Derek                                                                 | drame            | 20th Century Fox                                                                                        |
| The Private War of Major Benson                      | Jerry Hopper         | Charlton Heston, Julie Adams                                                               | Comedie          | Universal                                                                                               |
| Hold-up en plein ciel (A Prize of Gold)              | Mark Robson          | Richard Widmark, Mai Zetterling                                                            | drame            | |
| The Prodigal                                         | Richard Thorpe       | Lana Turner, Louis Calhern                                                                 | drame            | MGM |
| Le Cavalier au masque (The Purple Mask)              | H. Bruce Humberstone | Tony Curtis, Colleen Miller, Angela Lansbury                                               | aventures        | Universal                                                                                               |
| Queen Bee                                            | Ranald MacDougall    | Joan Crawford, Fay Wray                                                                    | drame            | Columbia                                                                                                |
| Rabbit Rampage                                       | Chuck Jones          | Looney Tunes                                                                               | Animation        | |
| The Racers                                           | Henry Hathaway       | Kirk Douglas, Bella Darvi                                                                  | drame            | 20th Century Fox                                                                                        |
| Rage at Dawn                                         | Tim Whelan           | Randolph Scott, Forrest Tucker                                                             | Western          | RKO |
| The Rains of Ranchipur                               | Jean Negulesco       | Lana Turner, Richard Burton, Fred MacMurray, Michael Rennie                                | drame            | 20th Century Fox; remake du film The Rains Came                                                         |
| La Fureur de vivre (Rebel Without a Cause)           | Nicholas Ray         | James Dean, Natalie Wood                                                                   | drame            | Warner Bros.; 3 nominations aux Oscars                                                                  |
| La Revanche de la créature (Revenge of the Creature) | Jack Arnold          | John Agar                                                                                  | Science-fiction  | première apparition de Clint Eastwood                                                                   |
| Roman-Legion Hare                                    | Friz Freleng         | Looney Tunes                                                                               | Animation        | |
| La Rose tatouée (The Rose Tattoo)                    | Daniel Mann          | Anna Magnani, Burt Lancaster                                                               | drame            | Oscar pour Magnani; 8 nominations                                                                       |
| Run for Cover                                        | Nicholas Ray         | James Cagney, Viveca Lindfors, John Derek                                                  | Western          | Paramount                                                                                               |

## S-Z
| Titre                                                 | Réalisateur          | Distribution                                                  | Genre                     | Notes                                                          |
| ----------------------------------------------------- | -------------------- | ------------------------------------------------------------- | ------------------------- | -------------------------------------------------------------- |
| Bugs Bunny au Sahara (Sahara Hare)                    | Friz Freleng         |                                                               | court-métrage d'animation |                                                                |
| Santa Fe Passage (en)                                 | William Witney       | John Payne, Faith Domergue                                    | Western                   | Republic                                                       |
| Duel d'espions (The Scarlet Coat)                     | John Sturges         | Cornel Wilde, Michael Wilding, Anne Francis                   | Historical                | MGM                                                            |
| Le Renard des océans (The Sea Chase)                  | John Farrow          | Lana Turner, John Wayne                                       | aventures                 | Warner Bros.                                                   |
| Seven Cities of Gold                                  | Robert D. Webb       | Jeffrey Hunter, Rita Moreno                                   | aventures                 | 20th Century Fox                                               |
| Mes sept petits chenapans (The Seven Little Foys)     | Melville Shavelson   | Bob Hope, James Cagney                                        | Comedie, Biographie       | Paramount; histoire de Eddie Foy                               |
| Sept Ans de réflexion (The Seven Year Itch)           | Billy Wilder         | Tom Ewell, Marilyn Monroe                                     | Comedie                   | 20th Century Fox; d'après la pièce de 1952 The Seven Year Itch |
| Shack Out on 101                                      | Edward Dein          | Terry Moore, Frank Lovejoy, Lee Marvin                        | Suspense                  | Allied Artists                                                 |
| The Shrike                                            | José Ferrer          | José Ferrer, June Allyson                                     | drame                     |                                                                |
| Sincerely Yours                                       | Gordon Douglas       | Liberace, Joanne Dru, Dorothy Malone                          | drame                     | Warner Bros.                                                   |
| La police était au rendez-vous (Six Bridges to Cross) | Joseph Pevney        | Tony Curtis, George Nader, Julie Adams, Jay C. Flippen        | drame                     |                                                                |
| So This Is Paris                                      | Richard Quine        | Tony Curtis, Gloria DeHaven                                   | Musical                   |                                                                |
| Le Rendez-vous de Hong Kong (Soldier of Fortune)      | Edward Dmytryk       | Clark Gable, Susan Hayward                                    | drame                     | 20th Century Fox                                               |
| Le Fils de Sinbad (Son of Sinbad)                     | Ted Tetzlaff         | Dale Robertson, Sally Forrest, Vincent Price                  | aventures                 | RKO                                                            |
| Southbound Duckling                                   | Hanna-Barbera        | Tom et Jerry                                                  | Animation                 |                                                                |
| The Spoilers                                          | Jesse Hibbs          | Anne Baxter, Jeff Chandler                                    | aventures                 | Universal                                                      |
| Strategic Air Command                                 | Anthony Mann         | James Stewart, June Allyson                                   | drame                     | Paramount                                                      |
| Sudden Danger                                         | Hubert Cornfield     | Bill Elliott, Beverly Garland                                 | Suspense                  | Allied Artists                                                 |
| Summertime                                            | David Lean           | Katharine Hepburn, Rossano Brazzi                             | drame                     | United Artists; 2 nominations aux Oscar                        |
| Swamp Women                                           | Roger Corman         | Beverly Garland, Marie Windsor                                | Science-fiction           | Woolner                                                        |
| Tall Man Riding                                       | Lesley Selander      | Randolph Scott, Dorothy Malone, Peggie Castle                 | Western                   | Warner Bros.                                                   |
| The Tall Men                                          | Raoul Walsh          | Clark Gable, Jane Russell                                     | Western                   | 20th Century Fox                                               |
| Tarantula                                             | Jack Arnold          | Leo G. Carroll, John Agar, Mara Corday                        | Science-fiction           | Universal                                                      |
| Target Zero                                           | Harmon Jones         | Richard Conte, Peggie Castle                                  | guerre                    |                                                                |
| Tarzan's Hidden Jungle                                | Harold Schuster      | Gordon Scott, Vera Miles                                      | aventures                 |                                                                |
| The Tender Trap                                       | Charles Walters      | Frank Sinatra, Debbie Reynolds, Celeste Holm                  | Comédie romantique        | MGM; d'après la pièce de 1954 The Tender Trap                  |
| Tennessee's Partner                                   | Allan Dwan           | John Payne, Ronald Reagan, Rhonda Fleming, Coleen Gray        | Western                   | RKO                                                            |
| Ten Wanted Men                                        | H. Bruce Humberstone | Randolph Scott, Jocelyn Brando, Richard Boone, Alfonso Bedoya | Western                   | Columbia                                                       |
| Le Rendez-vous de quatre heures (Texas Lady)          | Tim Whelan           | Claudette Colbert, Barry Sullivan                             | Western                   | RKO                                                            |
| That's My Mommy                                       | Hanna-Barbera        | Tom et Jerry                                                  | Animation                 |                                                                |
| Les Survivants de l'infini (This Island Earth)        | Joseph M. Newman     | Rex Reason, Jeff Morrow, Faith Domergue                       | Science-fiction           | Universal                                                      |
| Three for the Show                                    | H. C. Potter         | Betty Grable, Jack Lemmon, Gower Champion                     | Musical                   |                                                                |
| Tight Spot                                            | Phil Karlson         | Ginger Rogers, Edward G. Robinson, Brian Keith                | Film noir                 | Columbia                                                       |
| Timberjack                                            | Joseph Kane          | Sterling Hayden, Vera Ralston                                 | drame                     |                                                                |
| To Catch a Thief                                      | Alfred Hitchcock     | Cary Grant, Grace Kelly                                       | Suspense                  | Paramount; 3 nominations aux Oscars                            |
| To Hell and Back                                      | Jesse Hibbs          | Audie Murphy                                                  | Biographique              |                                                                |
| Tom and Chérie                                        | Hanna-Barbera        | Tom et Jerry                                                  | Animation                 |                                                                |
| The Treasure of Pancho Villa                          | George Sherman       | Rory Calhoun, Shelley Winters, Gilbert Roland                 | Western                   |                                                                |
| Trial                                                 | Mark Robson          | Glenn Ford, Katy Jurado, Arthur Kennedy                       | drame                     | MGM                                                            |
| Mais qui a tué Harry ? (The Trouble with Harry)       | Alfred Hitchcock     | Shirley MacLaine, John Forsythe, Jerry Mathers                | Comédie                   | Paramount; premier film pour MacLaine                          |
| The Twinkle in God's Eye                              | George Blair         | Mickey Rooney, Coleen Gray                                    | Western                   |                                                                |
| Unchained                                             | Hall Bartlett        | Barbara Hale, Elroy Hirsch                                    | drame                     | Warner Bros.                                                   |
| Underwater!                                           | John Sturges         | Jane Russell                                                  | aventures                 |                                                                |
| Untamed                                               | Henry King           | Tyrone Power, Susan Hayward                                   | aventures                 | MGM                                                            |
| The Violent Men                                       | Rudolph Mate         | Glenn Ford, Barbara Stanwyck, Edward G. Robinson, Brian Keith | Western                   | Columbia                                                       |
| Violent Saturday                                      | Richard Fleischer    | Victor Mature, Richard Egan, Stephen McNally                  | Crime                     |                                                                |
| The Virgin Queen                                      | Henry Koster         | Bette Davis, Richard Todd, Joan Collins                       | Drame                     | 20th Century Fox                                               |
| We're No Angels                                       | Michael Curtiz       | Humphrey Bogart, Peter Ustinov, Aldo Ray                      | Comedie                   | Paramount                                                      |
| White Feather                                         | Robert D. Webb       | Robert Wagner, Debra Paget, John Lund                         | Western                   |                                                                |
| Wichita                                               | Jacques Tourneur     | Joel McCrea, Vera Miles, Lloyd Bridges                        | Western                   | Allied Artists                                                 |
| Wiretapper                                            | Dick Ross            | Bill Williams, Douglas Kennedy                                | Western                   |                                                                |
| Women's Prison                                        | Lewis Seiler         | Ida Lupino, Jan Sterling, Audrey Totter                       | drame                     | Columbia                                                       |
| A Word to the Wives….                                 | Norman Lloyd         | Marsha Hunt, Darren McGavin                                   | Comedie                   | court-métrage                                                  |
| Yellowneck                                            | R. John Hugh         | Lin McCarthy                                                  | Drame                     |                                                                |
| You're Never Too Young                                | Norman Taurog        | Dean Martin, Jerry Lewis                                      | Comedie                   | Paramount                                                      |